# خطا (مهندسی برق)
در مهندسی برق، خطا (انگلیسی: Fault) به هرگونه جریان غیرعادی در مدار گفته می‌شود. مثلاً وقتی یک بار اتصال کوتاه می‌شود و جریان کنارگذر می‌شود. در حالت سه فاز خطاهایی چون سه فاز به زمین، خط به فاز، فاز به زمین و... وجود دارد؛ که به خطاهای متقارن و نامتقارن دسته‌بندی می‌شوند.
بدون در نظر گرفتن خطاهای مدار باز، ۱۰ نوع خطا داریم:
- خطای تکفاز به زمین (۳)
- خطای دو فاز به زمین (۳)
- خطای دو فاز (۳)
- خطای سه فاز (چون معمولاً جریان متعادل فرض می‌شود، خطای سه فاز به زمین هم در همین دسته قرار می‌گیرد)